# 汉中地区
汉中地区，旧地区名。

1969年由汉中专区改置。在今陕西省南部。辖汉中、南郑、留坝、勉县、宁强、略阳、洋县、佛坪、城固、镇巴、西乡等县。行政公署驻汉中县（今汉中市）。1980年汉中县撤县设市。1996年汉中市升地级市；撤销汉中地区，辖县划归汉中市。